# 岡山県道222号福谷小才線
岡山県道222号福谷小才線（おかやまけんどう222ごう ふくたにこさいせん）は、岡山県瀬戸内市[から備前市に至る一般県道である。

## 概要
瀬戸内市邑久町福谷と備前市佐山を結ぶ。改良はほとんど進んでいない（2002年（平成14年）時点で改良率はわずか3.2 %）。

### 路線データ
- 起点：瀬戸内市邑久町福谷（岡山県道224号瀬西大寺線交点）
- 終点：備前市佐山（岡山県道39号備前牛窓線交点）
- 総延長：3.5 km

## 歴史
- 1960年（昭和35年）3月18日 - 岡山県告示第335号により認定される。
- 1971年（昭和46年）4月1日 - 和気郡備前町・三石町が対等合併して備前市が発足したことに伴い終点の地名表記が変更される（和気郡備前町鶴海→備前市鶴海）。
- 1972年（昭和47年） - 岡山県の県道番号再編（固定番号制導入）により現行の路線番号に変更される。
- 2004年（平成16年）11月1日 - 邑久郡の全3町（牛窓町・邑久町・長船町）が対等合併して瀬戸内市が発足したことに伴い起点の地名表記が変更される（邑久郡邑久町福谷→瀬戸内市邑久町福谷）。

## 地理

### 通過する自治体
- 岡山県
  - 瀬戸内市 - 備前市

### 交差する道路
| 交差する道路            | 市町村名 | 交差する場所 | 交差する場所 |
| ----------------------- | -------- | ------------ | ------------ |
| 岡山県道224号瀬西大寺線 | 瀬戸内市 | 邑久町福谷   | 起点         |
| 岡山県道39号備前牛窓線  | 備前市   | 佐山         | 終点         |

### 沿線
- 備前市立東鶴山小学校

### 峠
- 八反峠（瀬戸内市 - 備前市境）